# Lam Phật An
Lam Phật An (hay Lam Phật Yên, tiếng Trung giản thể: 蓝佛安, bính âm Hán ngữ: Lán Fú ān, sinh tháng 6 năm 1962, người Khách Gia) là chính trị gia nước Cộng hòa Nhân dân Trung Hoa. Ông là Ủy viên Ủy ban Trung ương Đảng Cộng sản Trung Quốc khóa XX, hiện là Bí thư Tỉnh ủy Sơn Tây. Ông từng là Phó Bí thư Tỉnh ủy, Bí thư Đảng tổ, Tỉnh trưởng Sơn Tây; Thường vụ Tỉnh ủy, Bí thư Ủy ban Kiểm tra Kỷ luật Tỉnh ủy Hải Nam, Chủ nhiệm Ủy ban Giám sát Hải Nam; và Phó Tỉnh trưởng Quảng Đông.
Lam Phật An là Đảng viên Đảng Cộng sản Trung Quốc, học vị Cử nhân Tài chính, Thạc sĩ Quản lý Công. Trong sự nghiệp của mình, ông có gần 30 năm hoạt động trong lĩnh vực tài chính, kiểm toán ở tỉnh Quảng Đông, tỉnh dẫn đầu về kinh tế Trung Quốc.

## Xuất thân và giáo dục
Lam Phật An sinh tháng 6 năm 1962 tại huyện Huệ Đông, địa cấp thị Huệ Châu, tỉnh Quảng Đông, Cộng hòa Nhân dân Trung Hoa. Ông lớn lên và tốt nghiệp phổ thông ở địa phương. Tháng 9 năm 1981, ông tới thủ phủ Vũ Hán, Hồ Bắc để theo học Học viện Kinh tế tài chính Hồ Bắc (湖北财经学院), chuyên ngành tài chính. Ông tốt nghiệp Cử nhân Tài chính vào tháng 8 năm 1985. Trong quá trình đại học, trước khi tốt nghiệp, ông được kết nạp Đảng Cộng sản Trung Quốc vào tháng 4 năm 1985. Từ tháng 9 năm 2007 đến 01 năm 2008, ông tham gia lớp đào tạo công vụ viên cấp địa, sảnh tại Trường Đảng Trung ương Đảng Cộng sản Trung Quốc. Trước đó, ông đã tham gia học cao học tại Trường Chính trị và Quản lý Công, Đại học Công nghệ Hoa Nam (华南理工大学) tại thủ phủ Quảng Châu, Quảng Đông, nghiên cứu khóa học sau đại học về quản lý hành chính từ tháng 9 năm 2006, nhận bằng Thạc sĩ Quản lý công vào tháng 6 năm 2009.

## Sự nghiệp

### Quảng Đông
Tháng 8 năm 1985, sau khi tốt nghiệp đại học, Lam Phật An bắt đầu sự nghiệp của mình; ông được tuyển dụng vào vị trí Chuyên viên Ty Dự toán trung ương, Bộ Tài chính Trung Quốc. Tháng 11 năm 1988, ông được điều về Quảng Đông, công tác vị trí Chuyên viên Xứ Dự toán, Sảnh Tài chính tỉnh Quảng Đông; lần lượt là Phó Chủ nhiệm, Chủ nhiệm Khoa viên. Tháng 3 năm 1993, ông là Phó Xứ trưởng Xứ Dự toán tài chính tỉnh rồi thăng chức tháng Chánh Văn phòng Sảnh Tài chính Quảng Đông vào năm 1995.
Tháng 3 năm 1999, Lam Phật An được điều về địa phương của tỉnh, nhậm chức Phó Thị trưởng địa cấp thị Đông Hoản. Công tác ở đây trong hai năm, đến tháng 10 năm 2001, ông lại được điều về tỉnh, nhậm chức Phó Sảnh trưởng Sảnh Tài chính Quảng Đông. Tháng 4 năm 2007, ông nhậm chức Bí thư Đảng tổ Kiểm toán tỉnh Quảng Đông, rồi kiêm chức Sảnh trưởng Sảnh Kiểm toán tỉnh Quảng Đông vào tháng 3 năm 2015, ở cương trị này trong bảy năm cho đến 2015. Từ tháng 3 năm 2015 đến tháng 1 năm 2016, ông nhậm chức Bí thư Thị ủy Thiều Quan, công tác thời gian ngắn để chuẩn bị cho giai đoạn tiếp theo trong sự nghiệp. Tháng 1 năm 2016, Lam Phật An được bổ nhiệm làm Phó Tỉnh trưởng Chính phủ Nhân dân tỉnh Quảng Đông, lãnh đạo cấp phó tỉnh, phó bộ. Tiếp tục giữ chức vị này trong thời gian ngắn chưa đầy một năm, ông được thay đổi vị trí.

### Hải Nam
Tháng 3 năm 2017, Bộ Tổ chức, Ban Bí thư Trung ương Đảng điều động Lam Phật An tới tỉnh Hải Nam, nhậm chức Thường vụ Tỉnh ủy, Bí thư Ủy ban Kiểm tra Kỷ luật Tỉnh ủy Hải Nam. Đến tháng 1 năm 2018, ông được bầu làm Chủ nhiệm Ủy ban Giám sát Chính phủ tỉnh Hải Nam, tức kiêm nhiệm và lãnh đạo các vị trí kiểm sát tổ chức của Đảng ủy địa phương, chính quyền địa phương tỉnh Hải Nam thời Bí thư Tỉnh ủy Lưu Tứ Quý, Tỉnh trưởng Thẩm Hiểu Minh. Tháng 10 năm 2017, ông là Đại biểu Đại hội Đảng toàn quốc Trung Quốc khóa XIX, được bầu làm Ủy viên Ủy ban Kiểm tra Kỷ luật Trung ương Đảng Cộng sản Trung Quốc.

### Sơn Tây
Tháng 4 năm 2021, Bộ Tổ chức, Ban Bí thư Trung ương Đảng họp bàn và điều động Lam Phật An tới tỉnh Sơn Tây, vào Ban Thường vụ Tỉnh ủy, nhậm chức Phó Bí thư Tỉnh ủy Sơn Tây; kiêm nhiệm Bí thư Ban Công tác Giáo dục Tỉnh ủy, Chủ nhiệm Văn phòng kết hợp Quân đội và Nhân dân dân Tỉnh ủy. Đến đầu tháng 6, ông giữ chức Bí thư Đảng tổ Chính phủ Sơn Tây rồi được bầu làm quyền Tỉnh trưởng Chính phủ Nhân dân tỉnh Sơn Tây tại Hội nghị Ủy ban Thường vụ Nhân Đại Sơn Tây lần thứ 28 của Nhân Đại Sơn Tây khóa XIII, rồi chính thức vào giữa tháng. Cuối năm 2022, ông tham gia Đại hội Đảng Cộng sản Trung Quốc lần thứ XX từ đoàn đại biểu Sơn Tây. Trong quá trình bầu cử tại đại hội, ông được bầu là Ủy viên Ủy ban Trung ương Đảng Cộng sản Trung Quốc khóa XX. Vào ngày 29 tháng 12, Trung ương Đảng quyết định bổ nhiệm ông làm Bí thư Tỉnh ủy Sơn Tây, kế nhiệm Lâm Vũ, sau đó 1 ngày thì được miễn nhiệm chức vụ Tỉnh trưởng Sơn Tây, kế nhiệm bởi Kim Tương Quân.